# Médéa
Médéa   este un oraș  în  Algeria. Este reședința  provinciei  Médéa.